# 최재만
최재만(崔載晩, 1988년 5월 19일 ~ )은 대한민국의 가수이다. 2009년 7월 2일 대한민국의 음악 그룹 어반 자카파의 EP 앨범 '커피를 마시고'로 데뷔하여 2010년 3월까지 어반 자카파의 멤버로 활동하였고, 2014년과 2015년에 대한민국의 음악 그룹 뉴클리어스에서 활동하였다. 2017년 4월 25일에 솔로로 데뷔하였다.

## 음반 목록

### 미니 앨범
- kind <2018. 12. 28 발매>

1. Another Me
2. Complicated
3. Glow
4. 눈
5. 피어나 (Hyssop)

- mis <22022. 03. 11 발매>

1. loser
2. day off
3. anymore
4. 원 (circles)
5. 그때로
6. day off (stripped version)

### 싱글 앨범
- Complicated <2017.04.25 발매>

1. Complicated
2. Complicated (Inst.)

- Glow (Feat. 김이지) <2017.12.20 발매>

1. Glow
2. Glow (Inst.)

- 나보다 너를 <2021. 12. 04 발매>

1. 나보다 너를

## 참여 앨범
- 어반 자카파: 커피를 마시고 (EP) <2009.07.02 발매> (공동 디렉팅 및 프로듀싱)

1. 커피를 마시고 (Main Ver.) (보컬, 작사, 작곡, 편곡)
2. Inevitability (보컬)
3. Love Is All Around (보컬, 편곡)
4. 커피를 마시고 (Arpeggio Ver.) (Crystal S. Remix) (보컬, 작사, 작곡, 편곡)

- 어반 자카파: Sweety You (EP) <2009.12.10 발매> (공동 디렉팅 및 프로듀싱)

1. Sweety You (보컬, 작곡, 편곡)
2. Sweety You (Inst.) (작곡, 편곡)
3. 지겨워 (보컬)
4. 커피를 마시고 (Main Ver.) (Inst.) (작사, 작곡, 편곡)

- 어반 자카파: 01 (1집) <2011.05.17 발매> (공동 프로듀싱)

1. 그날에 우리 (작곡, 편곡)
2. 커피를 마시고 (Reprise) (보컬, 작사, 작곡)
3. 이별을 건너다 (편곡)
4. Rainbow Ride (Prelude) (편곡)
5. Always Be Mine (편곡)
6. Driving To You (편곡)
7. Love Is All Around (Reprise) (편곡)

- The Nucleus: Heaven (Digital Single) <2012.03.05 발매> (보컬, 작사, 작곡, 편곡, 공동 프로듀싱)
- The Nucleus: The Nucleus (1집) <2012.03.09 발매> (보컬, 공동 프로듀싱)

1. Heaven (작사, 작곡, 편곡)
2. Let Us (편곡)
3. Better Me (작사, 작곡, 편곡)

- The Nucleus: 가까이 (Digital Single) (보컬)
- The Nucleus: 갓길 (Digital Single) (보컬)
- The Nucleus: 친구 (Digital Single) (보컬, 편곡)
- 캐리어를 끄는 여자 OST Part.2: 와준다면 (작곡, 편곡)
- 투깝스 OST Part.4: You Make Me (작곡, 편곡)
- 로봇이 아니야 OST Part.3: 마음의 말 (작곡, 편곡)
- 홍대광: Love Is You (Single) (작곡, 편곡)
- 김연우: Homesick (5집) (작곡, 편곡)
- 친애하는 판사님께 OST Part.2: Shine (2018.08.15)(작곡, 편곡)
- 이하이: NO WAY (Feat. G.Soul) (작사 참여)
- 수안: 사랑해 (Feat. 소수빈) (작사)
- 홍대광: 봄의 한가운데 (작곡, 편곡)
- 수안: 이별 중 (작사)
- SWAY(스웨이): 나도모르게 (편곡)
- 김우진: Purple Sky (작곡)
- 폴킴: Gloomy Sunday (작곡, 편곡)
- MINGYU: 끝인사 (feat. 다은) (작사)
- Raphan: Iris (피처링, 작곡)
- 수안: 너도 나와 같다면 (작곡)